# Coccomyces duplicarioides
Coccomyces duplicarioides är en svampart som beskrevs av Sherwood 1980. Coccomyces duplicarioides ingår i släktet Coccomyces och familjen Rhytismataceae.   Inga underarter finns listade i Catalogue of Life.